# Puuluup
Puuluup är en estnisk musikgrupp som tillsammans med 5miinust  representerade Estland i Eurovision Song Contest 2024 med låten "(Nendest) narkootikumidest ei tea me (küll) midagi".

## Medlemmar
Nuvarande medlemmar
- Marko Veisson – sång, talharpa (2014–)
- Ramo Teder – sång, talharpa (2014–)

## Diskografi
Studioalbum
- 2018 – Süüta mu lumi
- 2021 – Viimane suusataja

Singlar
- 2018 – "Martafana"
- 2019 – "Kasekesed"
- 2020 – "Käpapuu"
- 2020 – "Mama Can Do"
- 2021 – "Liigutage vastu"
- 2021 – "Paala järve vaala baar"
- 2023 – "(Nendest) narkootikumidest ei tea me (küll) midagi"
- 2024 – "Isegi kakelda pole kellegagi"